# Proxim'iTi
 (avril 2025).
Proxim'iTi est un réseau de transport en commun par autobus desservant la région de Bonneville et de La Roche-sur-Foron, dans le département de la Haute-Savoie, en France.

## Histoire
Le réseau est lié à la création du syndicat mixte des quatre communautés de communes (SM4CC) le 6 juillet 2012, ce regroupement de quatre communautés de communes (Faucigny Glières, Pays Rochois, Arve et Salève et Quatre rivières) a pour but initial de créer un réseau complémentaire au TER Rhône-Alpes et au réseau départemental LIHSA.
Le territoire est constitué en périmètre de transport urbain le 15 juillet 2013 et le 16 septembre suivant est lancé le service de transport à la demande nommé Proxim'iTi, avec un réseau de trois lignes dont l'objectif à terme est de les exploiter de façon régulière, sans réservation,.
En septembre 2018, le syndicat mixte des quatre communautés de communes reprend la gestion des lignes LIHSA 71, 72 et 113.
Le 8 juillet 2019, une quatrième ligne (D) est créée entre La Roche-sur-Foron et Marnaz. Le 22 juillet 2019, trois nouvelles lignes (F, G et H) seront mises en service pour renforcer le maillage du réseau. Enfin, le 2 septembre 2019, les lignes E, I, J, K et L sont mises en service. Ces changements s'inscrivent dans le cadre de l'arrivée du Léman Express fin 2019 et s'accompagne d'une refonte de la tarification et des interconnexions avec les réseaux limitrophes Arv'i et Transports annemassiens collectifs. Les lignes D et E remplacent respectivement les lignes 72 et 71 ex-réseau LIHSA, la ligne 113 devient une desserte scolaire.
La ligne J est suspendue depuis le 12 novembre 2020 et ce jusqu'à la fin des travaux de réaménagement du centre-ville de Bonneville. Deux lignes la remplace en partie : la navette marché depuis le 13 juillet 2021 et la navette centre-ville depuis le 28 février 2023.

## Le réseau

### Territoire desservi
Le réseau dessert les 35 communes et 88 000 habitants des quatre intercommunalités suivantes :
- Communauté de communes Faucigny-Glières ;
- Communauté de communes du pays Rochois ;
- Communauté de communes Arve et Salève ;
- Communauté de communes des quatre rivières.

### Les lignes
Il se compose au 28 février 2023 de douze lignes (A à I, K, L, Navette centre-ville, navette marché) exploitées du lundi au samedi (ou du lundi au vendredi pour certaines), ce réseau est interconnecté avec les Transports annemassiens collectifs au Centre hospitalier Alpes Léman (CHAL) ainsi qu'à la gare d'Annemasse et avec le réseau Arv'i de Cluses. Le réseau, exploité par Keolis Porte des Alpes (ex-CarPostal Interurbain), propose aussi des dessertes spécifiques et/ou saisonnières.
| Ligne  | Caractéristiques | Caractéristiques                                                                         | Caractéristiques                                                                         | Caractéristiques                                                                         | Caractéristiques                                                                         | Caractéristiques                                                                         | Caractéristiques                                                                         | Caractéristiques                                                                         | Caractéristiques                                                                         |
| A      | Bonneville — Gare SNCF ⥋ Contamine-sur-Arve — CHAL | Bonneville — Gare SNCF ⥋ Contamine-sur-Arve — CHAL                                       | Bonneville — Gare SNCF ⥋ Contamine-sur-Arve — CHAL                                       | Bonneville — Gare SNCF ⥋ Contamine-sur-Arve — CHAL                                       | Bonneville — Gare SNCF ⥋ Contamine-sur-Arve — CHAL                                       | Bonneville — Gare SNCF ⥋ Contamine-sur-Arve — CHAL                                       | Bonneville — Gare SNCF ⥋ Contamine-sur-Arve — CHAL                                       | Bonneville — Gare SNCF ⥋ Contamine-sur-Arve — CHAL                                       | Bonneville — Gare SNCF ⥋ Contamine-sur-Arve — CHAL                                       |
| ------ | --- | ---------------------------------------------------------------------------------------- | ---------------------------------------------------------------------------------------- | ---------------------------------------------------------------------------------------- | ---------------------------------------------------------------------------------------- | ---------------------------------------------------------------------------------------- | ---------------------------------------------------------------------------------------- | ---------------------------------------------------------------------------------------- | ---------------------------------------------------------------------------------------- |
| A      | Ouverture / Fermeture 16 septembre 2013 / — | Longueur —                                                                               | Durée 30 min                                                                             | Nb. d’arrêts 9                                                                           | Matériel Minibus                                                                         | Jours de fonctionnement L, Ma, Me, J, V, S                                               | Jour / Soir / Nuit / Fêtes O / N / N / N                                                 | Voy. / an —                                                                              | Exploitant Keolis Porte des Alpes                                                        |
| A      | Desserte : - Ville et lieux desservis : Bonneville, Nangy et Contamine-sur-Arve - Gares desservies : Gare de Bonneville. |                                                                                          |                                                                                          |                                                                                          |                                                                                          |                                                                                          |                                                                                          |                                                                                          |                                                                                          |
| A      | Autre : - Amplitudes horaires : La ligne fonctionne du lundi au samedi de 6 h 15 à 19 h 50 environ. - Date de dernière mise à jour : 6 juillet 2021. |                                                                                          |                                                                                          |                                                                                          |                                                                                          |                                                                                          |                                                                                          |                                                                                          |                                                                                          |
| A      | Dernière actualisation : — |                                                                                          |                                                                                          |                                                                                          |                                                                                          |                                                                                          |                                                                                          |                                                                                          |                                                                                          |
| B      | La Roche-sur-Foron — Gare SNCF ⥋ Contamine-sur-Arve — CHAL | La Roche-sur-Foron — Gare SNCF ⥋ Contamine-sur-Arve — CHAL                               | La Roche-sur-Foron — Gare SNCF ⥋ Contamine-sur-Arve — CHAL                               | La Roche-sur-Foron — Gare SNCF ⥋ Contamine-sur-Arve — CHAL                               | La Roche-sur-Foron — Gare SNCF ⥋ Contamine-sur-Arve — CHAL                               | La Roche-sur-Foron — Gare SNCF ⥋ Contamine-sur-Arve — CHAL                               | La Roche-sur-Foron — Gare SNCF ⥋ Contamine-sur-Arve — CHAL                               | La Roche-sur-Foron — Gare SNCF ⥋ Contamine-sur-Arve — CHAL                               | La Roche-sur-Foron — Gare SNCF ⥋ Contamine-sur-Arve — CHAL                               |
| B      | Ouverture / Fermeture 16 septembre 2013 / — | Longueur —                                                                               | Durée 30 min                                                                             | Nb. d’arrêts 9                                                                           | Matériel Minibus                                                                         | Jours de fonctionnement L, Ma, Me, J, V, S                                               | Jour / Soir / Nuit / Fêtes O / N / N / N                                                 | Voy. / an —                                                                              | Exploitant Keolis Porte des Alpes                                                        |
| B      | Desserte : - Ville et lieux desservis : La Roche-sur-Foron, Amancy, Cornier, Arenthon, Scientrier et Contamine-sur-Arve - Gares desservies : Gare de La Roche-sur-Foron. |                                                                                          |                                                                                          |                                                                                          |                                                                                          |                                                                                          |                                                                                          |                                                                                          |                                                                                          |
| B      | Autre : - Amplitudes horaires : La ligne fonctionne du lundi au samedi de 6 h 35 à 19 h 45 environ. - Particularités : Selon les services, la ligne dessert soit Arenthon, soit Cornier. - Date de dernière mise à jour : 6 juillet 2021. |                                                                                          |                                                                                          |                                                                                          |                                                                                          |                                                                                          |                                                                                          |                                                                                          |                                                                                          |
| B      | Dernière actualisation : — |                                                                                          |                                                                                          |                                                                                          |                                                                                          |                                                                                          |                                                                                          |                                                                                          |                                                                                          |
| C      | Pers-Jussy — ZAE Les Contamines ⥋ Saint-Jeoire — Poste | Pers-Jussy — ZAE Les Contamines ⥋ Saint-Jeoire — Poste                                   | Pers-Jussy — ZAE Les Contamines ⥋ Saint-Jeoire — Poste                                   | Pers-Jussy — ZAE Les Contamines ⥋ Saint-Jeoire — Poste                                   | Pers-Jussy — ZAE Les Contamines ⥋ Saint-Jeoire — Poste                                   | Pers-Jussy — ZAE Les Contamines ⥋ Saint-Jeoire — Poste                                   | Pers-Jussy — ZAE Les Contamines ⥋ Saint-Jeoire — Poste                                   | Pers-Jussy — ZAE Les Contamines ⥋ Saint-Jeoire — Poste                                   | Pers-Jussy — ZAE Les Contamines ⥋ Saint-Jeoire — Poste                                   |
| C      | Ouverture / Fermeture 16 septembre 2013 / — | Longueur —                                                                               | Durée 50 min                                                                             | Nb. d’arrêts 20                                                                          | Matériel Minibus                                                                         | Jours de fonctionnement L, Ma, Me, J, V, S                                               | Jour / Soir / Nuit / Fêtes O / N / N / N                                                 | Voy. / an —                                                                              | Exploitant Keolis Porte des Alpes                                                        |
| C      | Desserte : - Ville et lieux desservis : Pers-Jussy, Reignier-Ésery, Nangy, Contamine-sur-Arve, Fillinges, Viuz-en-Sallaz, La Tour et Saint-Jeoire - Gares desservies : Gare de Reignier. |                                                                                          |                                                                                          |                                                                                          |                                                                                          |                                                                                          |                                                                                          |                                                                                          |                                                                                          |
| C      | Autre : - Amplitudes horaires : La ligne fonctionne du lundi au samedi de 5 h 50 à 20 h 40 environ. - Date de dernière mise à jour : 6 juillet 2021. |                                                                                          |                                                                                          |                                                                                          |                                                                                          |                                                                                          |                                                                                          |                                                                                          |                                                                                          |
| C      | Dernière actualisation : — |                                                                                          |                                                                                          |                                                                                          |                                                                                          |                                                                                          |                                                                                          |                                                                                          |                                                                                          |
| D      | La Roche-sur-Foron — Gare SNCF ⥋ Marnaz — Ecotech | La Roche-sur-Foron — Gare SNCF ⥋ Marnaz — Ecotech                                        | La Roche-sur-Foron — Gare SNCF ⥋ Marnaz — Ecotech                                        | La Roche-sur-Foron — Gare SNCF ⥋ Marnaz — Ecotech                                        | La Roche-sur-Foron — Gare SNCF ⥋ Marnaz — Ecotech                                        | La Roche-sur-Foron — Gare SNCF ⥋ Marnaz — Ecotech                                        | La Roche-sur-Foron — Gare SNCF ⥋ Marnaz — Ecotech                                        | La Roche-sur-Foron — Gare SNCF ⥋ Marnaz — Ecotech                                        | La Roche-sur-Foron — Gare SNCF ⥋ Marnaz — Ecotech                                        |
| D      | Ouverture / Fermeture 8 juillet 2019 / — | Longueur —                                                                               | Durée 45 min                                                                             | Nb. d’arrêts 16                                                                          | Matériel Minibus                                                                         | Jours de fonctionnement L, Ma, Me, J, V, S                                               | Jour / Soir / Nuit / Fêtes O / N / N / N                                                 | Voy. / an —                                                                              | Exploitant Keolis Porte des Alpes                                                        |
| D      | Desserte : - Ville et lieux desservis : La Roche-sur-Foron, Amancy, Saint-Pierre-en-Faucigny, Bonneville, Vougy et Marnaz - Gares desservies : Gare de La Roche-sur-Foron et Gare de Saint-Pierre-en-Faucigny. |                                                                                          |                                                                                          |                                                                                          |                                                                                          |                                                                                          |                                                                                          |                                                                                          |                                                                                          |
| D      | Autre : - Amplitudes horaires : La ligne fonctionne du lundi au samedi de 5 h 45 à 20 h 25 environ. - Date de dernière mise à jour : 6 juillet 2021. |                                                                                          |                                                                                          |                                                                                          |                                                                                          |                                                                                          |                                                                                          |                                                                                          |                                                                                          |
| D      | Dernière actualisation : — |                                                                                          |                                                                                          |                                                                                          |                                                                                          |                                                                                          |                                                                                          |                                                                                          |                                                                                          |
| E      | Saint-Jean-de-Sixt — Chef-lieu ⥋ La Roche-sur-Foron — Gare SNCF / Bonneville — Gare SNCF | Saint-Jean-de-Sixt — Chef-lieu ⥋ La Roche-sur-Foron — Gare SNCF / Bonneville — Gare SNCF | Saint-Jean-de-Sixt — Chef-lieu ⥋ La Roche-sur-Foron — Gare SNCF / Bonneville — Gare SNCF | Saint-Jean-de-Sixt — Chef-lieu ⥋ La Roche-sur-Foron — Gare SNCF / Bonneville — Gare SNCF | Saint-Jean-de-Sixt — Chef-lieu ⥋ La Roche-sur-Foron — Gare SNCF / Bonneville — Gare SNCF | Saint-Jean-de-Sixt — Chef-lieu ⥋ La Roche-sur-Foron — Gare SNCF / Bonneville — Gare SNCF | Saint-Jean-de-Sixt — Chef-lieu ⥋ La Roche-sur-Foron — Gare SNCF / Bonneville — Gare SNCF | Saint-Jean-de-Sixt — Chef-lieu ⥋ La Roche-sur-Foron — Gare SNCF / Bonneville — Gare SNCF | Saint-Jean-de-Sixt — Chef-lieu ⥋ La Roche-sur-Foron — Gare SNCF / Bonneville — Gare SNCF |
| E      | Ouverture / Fermeture 2 septembre 2019 / — | Longueur —                                                                               | Durée 60 min                                                                             | Nb. d’arrêts 20                                                                          | Matériel Minibus ? Autocars ?                                                            | Jours de fonctionnement L, Ma, Me, J, V                                                  | Jour / Soir / Nuit / Fêtes O / N / N / N                                                 | Voy. / an —                                                                              | Exploitant Keolis Porte des Alpes                                                        |
| E      | Desserte : - Ville et lieux desservis : Saint-Jean-de-Sixt, Glières-Val-de-Borne, Saint-Pierre-en-Faucigny, Bonneville et La Roche-sur-Foron - Gares desservies : Gare de Saint-Pierre-en-Faucigny, Gare de La Roche-sur-Foron et Gare de Bonneville. |                                                                                          |                                                                                          |                                                                                          |                                                                                          |                                                                                          |                                                                                          |                                                                                          |                                                                                          |
| E      | Autre : - Amplitudes horaires : La ligne, à dominante scolaire, fonctionne du lundi au vendredi à raison de deux allers-retours par jour, un pour La Roche, l'autre pour Bonneville. Le mercredi, le service retour est assuré à midi et non le soir. - Particularité : La ligne ne fonctionne pas durant les vacances scolaires. - Date de dernière mise à jour : 6 juillet 2021. |                                                                                          |                                                                                          |                                                                                          |                                                                                          |                                                                                          |                                                                                          |                                                                                          |                                                                                          |
| E      | Dernière actualisation : — |                                                                                          |                                                                                          |                                                                                          |                                                                                          |                                                                                          |                                                                                          |                                                                                          |                                                                                          |
| F      | Bonneville — Gare SNCF ⥋ Vougy — La Pratz | Bonneville — Gare SNCF ⥋ Vougy — La Pratz                                                | Bonneville — Gare SNCF ⥋ Vougy — La Pratz                                                | Bonneville — Gare SNCF ⥋ Vougy — La Pratz                                                | Bonneville — Gare SNCF ⥋ Vougy — La Pratz                                                | Bonneville — Gare SNCF ⥋ Vougy — La Pratz                                                | Bonneville — Gare SNCF ⥋ Vougy — La Pratz                                                | Bonneville — Gare SNCF ⥋ Vougy — La Pratz                                                | Bonneville — Gare SNCF ⥋ Vougy — La Pratz                                                |
| F      | Ouverture / Fermeture 22 juillet 2019 / — | Longueur —                                                                               | Durée 25 min                                                                             | Nb. d’arrêts 17                                                                          | Matériel Minibus                                                                         | Jours de fonctionnement L, Ma, Me, J, V, S                                               | Jour / Soir / Nuit / Fêtes O / N / N / N                                                 | Voy. / an —                                                                              | Exploitant Keolis Porte des Alpes                                                        |
| F      | Desserte : - Ville et lieux desservis : Bonneville, Ayze, Marignier et Vougy - Gares desservies : Gare de Bonneville et Gare de Marignier. |                                                                                          |                                                                                          |                                                                                          |                                                                                          |                                                                                          |                                                                                          |                                                                                          |                                                                                          |
| F      | Autre : - Amplitudes horaires : La ligne fonctionne du lundi au samedi de 5 h 55 à 19 h 5 environ. - Date de dernière mise à jour : 6 juillet 2021. |                                                                                          |                                                                                          |                                                                                          |                                                                                          |                                                                                          |                                                                                          |                                                                                          |                                                                                          |
| F      | Dernière actualisation : — |                                                                                          |                                                                                          |                                                                                          |                                                                                          |                                                                                          |                                                                                          |                                                                                          |                                                                                          |
| G      | Marignier — Gare SNCF ⥋ Viuz-en-Sallaz — Rue Faucigny | Marignier — Gare SNCF ⥋ Viuz-en-Sallaz — Rue Faucigny                                    | Marignier — Gare SNCF ⥋ Viuz-en-Sallaz — Rue Faucigny                                    | Marignier — Gare SNCF ⥋ Viuz-en-Sallaz — Rue Faucigny                                    | Marignier — Gare SNCF ⥋ Viuz-en-Sallaz — Rue Faucigny                                    | Marignier — Gare SNCF ⥋ Viuz-en-Sallaz — Rue Faucigny                                    | Marignier — Gare SNCF ⥋ Viuz-en-Sallaz — Rue Faucigny                                    | Marignier — Gare SNCF ⥋ Viuz-en-Sallaz — Rue Faucigny                                    | Marignier — Gare SNCF ⥋ Viuz-en-Sallaz — Rue Faucigny                                    |
| G      | Ouverture / Fermeture 22 juillet 2019 / — | Longueur —                                                                               | Durée 20 min                                                                             | Nb. d’arrêts 13                                                                          | Matériel Minibus                                                                         | Jours de fonctionnement L, Ma, Me, J, V, S                                               | Jour / Soir / Nuit / Fêtes O / N / N / N                                                 | Voy. / an —                                                                              | Exploitant Keolis Porte des Alpes                                                        |
| G      | Desserte : - Ville et lieux desservis : Marignier, Saint-Jeoire, La Tour, Peillonnex et Viuz-en-Sallaz - Gares desservies : Gare de Marignier. |                                                                                          |                                                                                          |                                                                                          |                                                                                          |                                                                                          |                                                                                          |                                                                                          |                                                                                          |
| G      | Autre : - Amplitudes horaires : La ligne fonctionne du lundi au samedi de 6 h 10 à 18 h 50 environ. - Date de dernière mise à jour : 6 juillet 2021. |                                                                                          |                                                                                          |                                                                                          |                                                                                          |                                                                                          |                                                                                          |                                                                                          |                                                                                          |
| G      | Dernière actualisation : — |                                                                                          |                                                                                          |                                                                                          |                                                                                          |                                                                                          |                                                                                          |                                                                                          |                                                                                          |
| H      | Annemasse — Gare routière ⥋ La Muraz — Chef-lieu | Annemasse — Gare routière ⥋ La Muraz — Chef-lieu                                         | Annemasse — Gare routière ⥋ La Muraz — Chef-lieu                                         | Annemasse — Gare routière ⥋ La Muraz — Chef-lieu                                         | Annemasse — Gare routière ⥋ La Muraz — Chef-lieu                                         | Annemasse — Gare routière ⥋ La Muraz — Chef-lieu                                         | Annemasse — Gare routière ⥋ La Muraz — Chef-lieu                                         | Annemasse — Gare routière ⥋ La Muraz — Chef-lieu                                         | Annemasse — Gare routière ⥋ La Muraz — Chef-lieu                                         |
| H      | Ouverture / Fermeture 22 juillet 2019 / — | Longueur —                                                                               | Durée 50 min                                                                             | Nb. d’arrêts 15                                                                          | Matériel Minibus                                                                         | Jours de fonctionnement L, Ma, Me, J, V, S                                               | Jour / Soir / Nuit / Fêtes O / N / N / N                                                 | Voy. / an —                                                                              | Exploitant Keolis Porte des Alpes                                                        |
| H      | Desserte : - Ville et lieux desservis : Annemasse, Étrembières, Monnetier-Mornex et La Muraz - Gares desservies : Gare d'Annemasse. |                                                                                          |                                                                                          |                                                                                          |                                                                                          |                                                                                          |                                                                                          |                                                                                          |                                                                                          |
| H      | Autre : - Amplitudes horaires : La ligne fonctionne du lundi au samedi de 6 h 15 à 20 h 50 environ. - Date de dernière mise à jour : 6 juillet 2021. |                                                                                          |                                                                                          |                                                                                          |                                                                                          |                                                                                          |                                                                                          |                                                                                          |                                                                                          |
| H      | Dernière actualisation : — |                                                                                          |                                                                                          |                                                                                          |                                                                                          |                                                                                          |                                                                                          |                                                                                          |                                                                                          |
| I      | Annemasse — Gare routière ⥋ Arbusigny — Chef-lieu | Annemasse — Gare routière ⥋ Arbusigny — Chef-lieu                                        | Annemasse — Gare routière ⥋ Arbusigny — Chef-lieu                                        | Annemasse — Gare routière ⥋ Arbusigny — Chef-lieu                                        | Annemasse — Gare routière ⥋ Arbusigny — Chef-lieu                                        | Annemasse — Gare routière ⥋ Arbusigny — Chef-lieu                                        | Annemasse — Gare routière ⥋ Arbusigny — Chef-lieu                                        | Annemasse — Gare routière ⥋ Arbusigny — Chef-lieu                                        | Annemasse — Gare routière ⥋ Arbusigny — Chef-lieu                                        |
| I      | Ouverture / Fermeture 2 septembre 2019 / — | Longueur —                                                                               | Durée 40 min                                                                             | Nb. d’arrêts 17                                                                          | Matériel Minibus                                                                         | Jours de fonctionnement L, Ma, Me, J, V, S                                               | Jour / Soir / Nuit / Fêtes O / N / N / N                                                 | Voy. / an —                                                                              | Exploitant Keolis Porte des Alpes                                                        |
| I      | Desserte : - Ville et lieux desservis : Annemasse, Vétraz-Monthoux, Arthaz, Reignier-Ésery, Pers-Jussy et Arbusigny - Gares desservies : Gare d'Annemasse et Gare de Reignier. |                                                                                          |                                                                                          |                                                                                          |                                                                                          |                                                                                          |                                                                                          |                                                                                          |                                                                                          |
| I      | Autre : - Amplitudes horaires : La ligne fonctionne du lundi au samedi de 6 h 5 à 18 h 55 environ. - Date de dernière mise à jour : 6 juillet 2021. |                                                                                          |                                                                                          |                                                                                          |                                                                                          |                                                                                          |                                                                                          |                                                                                          |                                                                                          |
| I      | Dernière actualisation : — |                                                                                          |                                                                                          |                                                                                          |                                                                                          |                                                                                          |                                                                                          |                                                                                          |                                                                                          |
| J      | Bonneville — P+R IUFM ⥋ Bonneville — Gare SNCF | Bonneville — P+R IUFM ⥋ Bonneville — Gare SNCF                                           | Bonneville — P+R IUFM ⥋ Bonneville — Gare SNCF                                           | Bonneville — P+R IUFM ⥋ Bonneville — Gare SNCF                                           | Bonneville — P+R IUFM ⥋ Bonneville — Gare SNCF                                           | Bonneville — P+R IUFM ⥋ Bonneville — Gare SNCF                                           | Bonneville — P+R IUFM ⥋ Bonneville — Gare SNCF                                           | Bonneville — P+R IUFM ⥋ Bonneville — Gare SNCF                                           | Bonneville — P+R IUFM ⥋ Bonneville — Gare SNCF                                           |
| J      | Ouverture / Fermeture 2 septembre 2019 / — | Longueur —                                                                               | Durée —                                                                                  | Nb. d’arrêts 7                                                                           | Matériel Minibus                                                                         | Jours de fonctionnement L, Ma, Me, J, V, S                                               | Jour / Soir / Nuit / Fêtes O / N / N / N                                                 | Voy. / an —                                                                              | Exploitant Keolis Porte des Alpes                                                        |
| J      | Desserte : - Ville et lieux desservis : Bonneville - Gares desservies : Gare de Bonneville. |                                                                                          |                                                                                          |                                                                                          |                                                                                          |                                                                                          |                                                                                          |                                                                                          |                                                                                          |
| J      | Autre : - Amplitudes horaires : La ligne est suspendue depuis le 12 novembre 2020. - Date de dernière mise à jour : 11 avril 2022. |                                                                                          |                                                                                          |                                                                                          |                                                                                          |                                                                                          |                                                                                          |                                                                                          |                                                                                          |
| J      | Dernière actualisation : — |                                                                                          |                                                                                          |                                                                                          |                                                                                          |                                                                                          |                                                                                          |                                                                                          |                                                                                          |
| K      | Bonneville — Gare SNCF ⥋ Fillinges — Pont de Fillinges | Bonneville — Gare SNCF ⥋ Fillinges — Pont de Fillinges                                   | Bonneville — Gare SNCF ⥋ Fillinges — Pont de Fillinges                                   | Bonneville — Gare SNCF ⥋ Fillinges — Pont de Fillinges                                   | Bonneville — Gare SNCF ⥋ Fillinges — Pont de Fillinges                                   | Bonneville — Gare SNCF ⥋ Fillinges — Pont de Fillinges                                   | Bonneville — Gare SNCF ⥋ Fillinges — Pont de Fillinges                                   | Bonneville — Gare SNCF ⥋ Fillinges — Pont de Fillinges                                   | Bonneville — Gare SNCF ⥋ Fillinges — Pont de Fillinges                                   |
| K      | Ouverture / Fermeture 2 septembre 2019 / — | Longueur —                                                                               | Durée 40 min                                                                             | Nb. d’arrêts 13                                                                          | Matériel Minibus                                                                         | Jours de fonctionnement L, Ma, Me, J, V, S                                               | Jour / Soir / Nuit / Fêtes O / N / N / N                                                 | Voy. / an —                                                                              | Exploitant Keolis Porte des Alpes                                                        |
| K      | Desserte : - Ville et lieux desservis : Bonneville, Faucigny, Saint-Jean-de-Tholome, Peillonnex, Marcellaz et Fillinges - Gares desservies : Gare de Bonneville. |                                                                                          |                                                                                          |                                                                                          |                                                                                          |                                                                                          |                                                                                          |                                                                                          |                                                                                          |
| K      | Autre : - Amplitudes horaires : La ligne fonctionne du lundi au samedi de 6 h 15 à 19 h 10 environ. - Particularités : Saint-Jean-de-Tholome n'est pas desservie à tous les services. - Date de dernière mise à jour : 6 juillet 2021. |                                                                                          |                                                                                          |                                                                                          |                                                                                          |                                                                                          |                                                                                          |                                                                                          |                                                                                          |
| K      | Dernière actualisation : — |                                                                                          |                                                                                          |                                                                                          |                                                                                          |                                                                                          |                                                                                          |                                                                                          |                                                                                          |
| L      | Etaux — Chef-lieu ⥋ Saint-Sixt — Chef-lieu | Etaux — Chef-lieu ⥋ Saint-Sixt — Chef-lieu                                               | Etaux — Chef-lieu ⥋ Saint-Sixt — Chef-lieu                                               | Etaux — Chef-lieu ⥋ Saint-Sixt — Chef-lieu                                               | Etaux — Chef-lieu ⥋ Saint-Sixt — Chef-lieu                                               | Etaux — Chef-lieu ⥋ Saint-Sixt — Chef-lieu                                               | Etaux — Chef-lieu ⥋ Saint-Sixt — Chef-lieu                                               | Etaux — Chef-lieu ⥋ Saint-Sixt — Chef-lieu                                               | Etaux — Chef-lieu ⥋ Saint-Sixt — Chef-lieu                                               |
| L      | Ouverture / Fermeture 2 septembre 2019 / — | Longueur —                                                                               | Durée 40 min                                                                             | Nb. d’arrêts 20                                                                          | Matériel Minibus                                                                         | Jours de fonctionnement L, Ma, Me, J, V, S                                               | Jour / Soir / Nuit / Fêtes O / N / N / N                                                 | Voy. / an —                                                                              | Exploitant Keolis Porte des Alpes                                                        |
| L      | Desserte : - Ville et lieux desservis : Etaux, La Roche-sur-Foron, Amancy et Saint-Sixt - Gares desservies : Gare de La Roche-sur-Foron. |                                                                                          |                                                                                          |                                                                                          |                                                                                          |                                                                                          |                                                                                          |                                                                                          |                                                                                          |
| L      | Autre : - Amplitudes horaires : La ligne fonctionne du lundi au samedi de 5 h 55 à 19 h 20 environ. - Date de dernière mise à jour : 6 juillet 2021. |                                                                                          |                                                                                          |                                                                                          |                                                                                          |                                                                                          |                                                                                          |                                                                                          |                                                                                          |
| L      | Dernière actualisation : — |                                                                                          |                                                                                          |                                                                                          |                                                                                          |                                                                                          |                                                                                          |                                                                                          |                                                                                          |
| N      | Bonneville — P+R IUFM ⥋ Bonneville — Gare SNCF | Bonneville — P+R IUFM ⥋ Bonneville — Gare SNCF                                           | Bonneville — P+R IUFM ⥋ Bonneville — Gare SNCF                                           | Bonneville — P+R IUFM ⥋ Bonneville — Gare SNCF                                           | Bonneville — P+R IUFM ⥋ Bonneville — Gare SNCF                                           | Bonneville — P+R IUFM ⥋ Bonneville — Gare SNCF                                           | Bonneville — P+R IUFM ⥋ Bonneville — Gare SNCF                                           | Bonneville — P+R IUFM ⥋ Bonneville — Gare SNCF                                           | Bonneville — P+R IUFM ⥋ Bonneville — Gare SNCF                                           |
| N      | Ouverture / Fermeture 28 février 2023 / — | Longueur —                                                                               | Durée 8 min                                                                              | Nb. d’arrêts 7                                                                           | Matériel Minibus                                                                         | Jours de fonctionnement L, Ma, Me, J, V                                                  | Jour / Soir / Nuit / Fêtes O / N / N / N                                                 | Voy. / an —                                                                              | Exploitant Keolis Porte des Alpes                                                        |
| N      | Desserte : - Ville et lieux desservis : Bonneville - Gares desservies : Gare de Bonneville. |                                                                                          |                                                                                          |                                                                                          |                                                                                          |                                                                                          |                                                                                          |                                                                                          |                                                                                          |
| N      | Autre : - Amplitudes horaires : La ligne fonctionne du lundi au vendredi de 7 h à 19 h 20 environ. - Particularités : Ligne gratuite, son itinéraire est amené à évoluer en fonction de l'avancée des travaux du centre-ville. - Date de dernière mise à jour : 28 août 2023. |                                                                                          |                                                                                          |                                                                                          |                                                                                          |                                                                                          |                                                                                          |                                                                                          |                                                                                          |
| N      | Dernière actualisation : — |                                                                                          |                                                                                          |                                                                                          |                                                                                          |                                                                                          |                                                                                          |                                                                                          |                                                                                          |
| Marché | Quartiers de Bonneville et Ayze ⥋ Bonneville — Librairie | Quartiers de Bonneville et Ayze ⥋ Bonneville — Librairie                                 | Quartiers de Bonneville et Ayze ⥋ Bonneville — Librairie                                 | Quartiers de Bonneville et Ayze ⥋ Bonneville — Librairie                                 | Quartiers de Bonneville et Ayze ⥋ Bonneville — Librairie                                 | Quartiers de Bonneville et Ayze ⥋ Bonneville — Librairie                                 | Quartiers de Bonneville et Ayze ⥋ Bonneville — Librairie                                 | Quartiers de Bonneville et Ayze ⥋ Bonneville — Librairie                                 | Quartiers de Bonneville et Ayze ⥋ Bonneville — Librairie                                 |
| Marché | Ouverture / Fermeture 13 juillet 2021 / — | Longueur —                                                                               | Durée —                                                                                  | Nb. d’arrêts 8                                                                           | Matériel Minibus                                                                         | Jours de fonctionnement Ma, V                                                            | Jour / Soir / Nuit / Fêtes O / N / N / N                                                 | Voy. / an —                                                                              | Exploitant Keolis Porte des Alpes                                                        |
| Marché | Desserte : - Ville et lieux desservis : Bonneville et Ayze - Gares desservies : Aucune. |                                                                                          |                                                                                          |                                                                                          |                                                                                          |                                                                                          |                                                                                          |                                                                                          |                                                                                          |
| Marché | Autre : - Amplitudes horaires : La ligne fonctionne les mardis et vendredis à raison d'un aller-retour par variante. - Particularités : La ligne compte trois itinéraires. - Date de dernière mise à jour : 28 août 2023. |                                                                                          |                                                                                          |                                                                                          |                                                                                          |                                                                                          |                                                                                          |                                                                                          |                                                                                          |
| Marché | Dernière actualisation : — |                                                                                          |                                                                                          |                                                                                          |                                                                                          |                                                                                          |                                                                                          |                                                                                          |                                                                                          |

Les communes non couvertes par les lignes régulières disposent d'un service de transport à la demande.
Le transport scolaire sur le territoire du syndicat mixte est géré par ce dernier et intégré au réseau Proxim'iTi, l'exploitation des circuits scolaires est sous-traité à plusieurs transporteurs : Alpbus (RATP Dev), Autocars Pays de Savoie, Transports Jacquet, Voyages Gal et la SAT via ses sites d'Annemasse et de Cluses.

## Location de vélos
Depuis 2019, le réseau a mis en place un service de location de vélos nommé Proxi Vélo qui permet de louer un vélo classique ou à assistance électrique pour une durée d'une semaine, un mois, six mois ou un an ; la tarification dépend de la durée, du type de vélo, du lieu de résidence,de l'âge et de si l'utilisateur possède ou non d'autres abonnements (TER, Citiz, etc.).

## Exploitation

### Matériel roulant
Le service est assuré à l'aide de minibus, dont des Ford Transit IV, des Mercedes-Benz Sprinter City 35, des Renault Master III et des Renault Kangoo II, pouvant être complétés par des autocars si nécessaire ; les services scolaires sont quant à eux assurés exclusivement par autocars.
Depuis 2023, des minicars circulent également, avec des modèles comme l'Isuzu Turquoise ou le Temsa MD 7. En mars 2024, trois autocars électriques Temsa LD 13 SB E sont mis en service.

### Tarification et financement
Tarifs au 1er septembre 2019.
Sur le réseau régulier, un trajet aller coûte 1,50 €, un aller-retour coûte 3 € ; les tickets sont aussi vendu en carnet de dix à 12 €. Un ticket unitaire combinant les réseaux Proxim'iTi et Arv'i est vendu au prix de 2 €.
Des formules d'abonnements mensuelles ou annuelles sont proposées, avec des réductions pour les moins de 26 ans.
Pour le transport à la demande, un trajet coûte 3 €, ces titres sont aussi vendus en carnet de dix pour 23 € ; la correspondance avec le réseau régulier est gratuite.